# Telipogon ardeltianus
Telipogon ardeltianus là một loài thực vật có hoa trong họ Lan. Loài này được Braas miêu tả khoa học đầu tiên năm 1981.